# Presidente del comitato militare dell'Unione europea
Il presidente del comitato militare dell'Unione europea (CEUMC) è un ufficiale di alto rango che presiede il Comitato militare dell'Unione europea (EUMC), formato dai capi di stato maggiore della difesa dei paesi membri dell'UE.

## Ruolo
È scelto tra i generali dell'esercito e dell'aeronautica a quattro stelle o tra gli ammiragli, (grado NATO OF-9) 
Il presidente è il portavoce dell'EUMC, e partecipa sia alle riunioni del PSC secondo necessità, che a quelle del Consiglio che abbiano implicazioni nel campo della difesa e sicurezza.
Il presidente è designato dai membri del comitato e viene nominati dal Consiglio dell'Unione europea per un mandato di tre anni. Deve rispondere all'Alto rappresentante per gli affari esteri e la politica di sicurezza dell'Unione europea.
L'attuale presidente è il generale irlandese Seán Clancy, in carica dal 1º giugno 2025.

## Lista dei CEUMC
| # | Foto      | Nome                            | Inizio mandato  | Fine mandato    | Forze armate Nazionalità |
| - | --------- | ------------------------------- | --------------- | --------------- | ------------------------ |
| 1 |           | Generale Gustav Hägglund        | 3 giugno 2001   | 9 aprile 2004   | Suomen maavoimat         |
| 1 | Finlandia | Generale Gustav Hägglund        | 3 giugno 2001   | 9 aprile 2004   |                          |
| 2 |           | Generale Rolando Mosca Moschini | 9 aprile 2004   | 6 novembre 2006 | Esercito Italiano        |
| 2 | Italia    | Generale Rolando Mosca Moschini | 9 aprile 2004   | 6 novembre 2006 |                          |
| 3 |           | Generale Henri Bentégeat        | 6 novembre 2006 | 6 novembre 2009 | Armée de terre           |
| 3 | Francia   | Generale Henri Bentégeat        | 6 novembre 2006 | 6 novembre 2009 |                          |
| 4 |           | Ammiraglio Håkan Syrén          | 6 novembre 2009 | 6 novembre 2012 | Svenska marinen          |
| 4 | Svezia    | Ammiraglio Håkan Syrén          | 6 novembre 2009 | 6 novembre 2012 |                          |
| 5 |           | Generale Patrick de Rousiers    | 6 novembre 2012 | 6 novembre 2015 | Armée de l'air           |
| 5 | Francia   | Generale Patrick de Rousiers    | 6 novembre 2012 | 6 novembre 2015 |                          |
| 6 |           | Generale Michail Kostarakos     | 6 novembre 2015 | 6 novembre 2018 | Ellinikós Stratós        |
| 6 | Grecia    | Generale Michail Kostarakos     | 6 novembre 2015 | 6 novembre 2018 |                          |
| 7 |           | Generale Claudio Graziano       | 6 novembre 2018 | 16 maggio 2022  | Esercito Italiano        |
| 7 | Italia    | Generale Claudio Graziano       | 6 novembre 2018 | 16 maggio 2022  |                          |
| 8 |           | Generale Robert Brieger         | 16 maggio 2022  | 1 giugno 2025   | Bundesheer               |
| 8 | Austria   | Generale Robert Brieger         | 16 maggio 2022  | 1 giugno 2025   |                          |
| 9 |           | Generale Seán Clancy            | 1 giugno 2025   | -               | Irish Air Corps          |
| 9 | Irlanda   | Generale Seán Clancy            | 1 giugno 2025   | -               |                          |